# Buschdorf (Bonn)
Buschdorf ist ein Ortsteil am nördlichen Stadtrand der Bundesstadt Bonn mit rund 4900 Einwohnern. Er gehört zum Stadtbezirk Bonn.

## Geschichte
Ab dem zweiten Jahrhundert wurde in Buschdorf von den Römern Landwirtschaft betrieben. Später wurde eine Burg zum Schutz der Handelsstraße Bonn–Aachen errichtet. Der Ort wird erstmals 1217 urkundlich erwähnt. In der Folge wuchs ein kleines, landwirtschaftlich geprägtes Dorf, das zu Beginn des 19. Jahrhunderts noch unter 100 Einwohner hatte. Seit 1816 gehörte die Gemeinde Buschdorf zur Bürgermeisterei Oedekoven (1937 aufgelöst und mit dem Amt Duisdorf zusammengeschlossen) im Kreis Bonn.
Mit dem Bau der Rheinuferbahn im Jahr 1906 wurde Buschdorf zum attraktiven Wohnort für Pendler nach Bonn und Köln. Bis 1960 verdreifachte sich die Einwohnerzahl auf ca. 650. In den 1960er- und 1970er-Jahren entstanden mehrere Siedlungen und ein Industriegebiet, die Buschdorf mit Bonn zusammenwachsen ließen. Am 1. August 1969 wurde die Gemeinde Buschdorf, welche bis dahin zum Amt Duisdorf im Landkreis Bonn gehörte, nach Bonn eingemeindet und ist seitdem Teil des Stadtbezirks Bonn. Die Gemarkung Buschdorf in den Grenzen der ehemaligen Gemeinde besteht bis heute.

## Sehenswürdigkeiten
|  | Geografische Ortsmitte, Ecke Buschdorfer Straße und Otto-Hahn-Straße. Das Backsteinhaus war ein Bauernhof (trotz Steinkreuz und Josephsfigur nie das Pfarrhaus), früher gehörte es der alteingesessenen Familie Bursch. Das Steinkreuz (linke Bildhälfte) war zwecks Restauration im Herbst 2007 demontiert worden. Es wurde im Frühjahr 2009 wieder aufgerichtet. |
|  | Haus und Turmstumpf der ehemaligen Burg (Buschdorfer Straße 1), eines Rittersitzes, dessen Anfänge in das 10. Jh. reichen (zum Schutz der Heer- und Handelsstraße von Bonn nach Aachen). Heute im Besitz der Familie Frings-Watterott. |
|  | Neugotische Aegidiuskapelle am westlichen Ende der Friedlandstraße, Baujahr 1869, Architekt Vincenz Statz (1819–1898). |
|  | Aegidiuskirche (rechts unten an der Hecke die Kopie eines Matronensteins), Planung Johannes Krahn (1908–1974), sein Sohn (ebenfalls Johannes) hat die Pläne zusammen mit den Architekten Lorenz und Sauer (Krahn-Lorenz-Sauer, Frankfurt am Main) in den Jahren 1978 bis 1980 realisiert, Konsekration 1980. Die Altarplatte birgt eine Reliquie Engelberts I. |
|  | Kopie eines Matronensteins nahe der Aegidiuskirche. Das Original (1964 unter der Buschdorfer Straße entdeckt) steht im Rheinischen Landesmuseum. Die Inschrift lautet: „Gabinis sacrum ex imperio ipsarum L. Fonteivs Firmvs VSLM“. Die Abkürzung am Ende steht für Votum Solvit Libens Merito, eine gebräuchliche Floskel auf Weihesteinen (das Gelübde hat [er oder sie] gern nach Verdienst erfüllt). Die Übersetzung insgesamt: Den Gabinischen Matronen gewidmet auf deren Geheiß, L. Fonteius Firmus hat [sein] Gelübde gern nach Verdienst erfüllt. |
|  | Römischer Sarkophag, seit 1987 auf dem Buschdorfer Friedhof an der Otto-Hahn-Straße. Ein Hinweisschild erklärt: „Römer-Sarkophag, Ende 2. Jh, gefunden am Dellweg Juli 1984“. Der Steinkasten (samt 30 cm dickem Deckel) ist ca. 1,20 m hoch und ungefähr doppelt so lang. |
|  | Preußischer Meilenstein („Adlerstein“) an der Ecke Kölnstraße / Engländerweg (ein Vorgänger-Mal aus französischer Zeit markierte die Grenze zwischen dem Département de Rhin-et-Moselle im Süden und dem Département de la Roer). Auf der straßenabgewandten Seite steht „Coeln 3 Meilen“. Der Ganzmeilenobelisk mit Untersatz ist ca. 2,50 m hoch. 3 km weiter Richtung Köln an der Elbestraße in Bornheim-Uedorf befindet sich ein weiterer Meilenstein (mit der Inschrift 2M).                                                                          |
|  | Das gusseiserne Gestell an der Ecke Kölnstraße/Friedlandstraße markiert den Punkt A der Basis Bonn, der geodätischen Grundlinie aus dem Jahre 1847 für das Rheinische Dreiecksnetz. Der Bildstock stammt aus dem Jahre 1860. |

## Persönlichkeiten
- Joachim Hartung (1948–2014), Mathematiker, Statistiker und Professor, lebte zeitweilig in Buschdorf.
- Adolf Heuser (1907–1988), Boxer
- Hans-Adolf Jacobsen (1925–2016), Politikwissenschaftler und Historiker, von 1969 bis 1991 Ordinarius am Seminar für Politische Wissenschaft der Rheinischen Friedrich-Wilhelms-Universität Bonn, lebte in Buschdorf